# Jevgenij Lagunov
Jevgenij Aleksandrovtij Lagunov (ryska: Евгений Александрович Лагунов) född 12 december 1985 i Archangelsk, är en rysk simmare, främst inom frisim. Han vann brons vid europamästerskapen i kortbanesimning 2005 i Trieste. Han tävlade även vid Olympiska sommarspelen 2004 i Aten. Vid Europamästerskapen i kortbanesimning 2010 i Eindhoven vann han silvret på herrarnas 100 meter frisim med tiden 46,60. 